# Spurius Postumius Albinus Magnus
Spurius Postumius Albinus Magnus est un homme politique de la République romaine qui fut élu consul en 148 av. J.-C.